# José Ignacio Alcorta Echebarría
José Ignacio Alcorta Echebarría (Amorebieta, 31 de mayo de 1910 - Barcelona, 1983), fue un presbítero y filósofo español, profesor de Filosofía, de Ética y Sociología en la Universidad de La Laguna y en la Universidad de Barcelona. Algunos le atribuyen haber sido autor de un sistema filosófico llamado realismo trascendental.
Nació en Amorebieta (Vizcaya) el 31 de mayo de 1910. Estudia en Vitoria, siendo ordenado sacerdote en 1934. Inicia sus estudios de Filosofía en la Universidad de Madrid, licenciándose en 1940 tras el paréntesis de la guerra civil española. En 1941 es nombrado becario del Instituto "Luis Vives" de Filosofía, tras la organización del Consejo Superior de Investigaciones Científicas (CSIC). En 1942 se convierte en Catedrático de Filosofía, y Doctor en Filosofía en 1945 por la Universidad de Madrid, con la tesis Metafísica del P. Francisco Suárez (los modos) / Los modos en la filosofía de Suárez, contribución al estudio de la filosofía suareciana.
El 10 de diciembre de 1946 se incorpora por oposición al cuerpo de Catedráticos Numerarios de Universidad, al ganar la cátedra de «Fundamentos de Filosofía e Historia de los sistemas filosóficos» de la Universidad de La Laguna. Al poco tiempo de incorporado a su nuevo puesto es nombrado Rector de esa Universidad, al haber fallecido el 20 de julio de 1945 el rector José Escobedo González-Alberú. En 1948 debe suspender un curso de esperanto tras sufrir las presiones y ataques de los sectores más duros de la Falange y el SEU. 
En 1950 gana la oposición celebrada para cubrir la Cátedra de «Ética general y Ética especial y Sociología» de la Universidad de Barcelona, por lo que en octubre de 1951 pronunció el discurso de apertura del curso 1951-1952, «Lo ético en el existencialismo», su despedida de La Laguna. Incorporado a Universidad de Barcelona a partir de 1951, continuará en dicho puesto hasta su jubilación en 1980. En 1975 fue elegido miembro de la Real Academia de Ciencias Morales y Políticas.
Falleció en Barcelona en 1983.